# Rupert Vance Hartke
Rupert Vance Hartke (ur. 31 maja 1919 w Stendal w Indianie, zm. 27 lipca 2003 w Falls Church w Wirginii) – amerykański polityk związany z Partią Demokratyczną.
W latach 1959–1977 był przedstawicielem stanu Indiana w Senacie Stanów Zjednoczonych.
Pochowany jest na Narodowym Cmentarzu w Arlington.